# Danish Uwais
Danish Uwais (* 10. Oktober 1997 in Singapur), mit vollständigen Namen Danish Uwais bin Ridwan, ist ein singapurischer Fußballspieler.

## Karriere
Danish Uwais erlernte das Fußballspielen in der Jugendmannschaft der Tampines Rovers. Hier unterschrieb er am 1. Januar 2018 auch seinen ersten Vertrag. Der Verein spielte in der ersten Liga. 2019 wechselte er für ein Jahr zum Erstligisten Tiong Bahru FC. 2020 schloss er sich dem ebenfalls in der ersten Liga spielenden Balestier Khalsa an. Für Balestier absolvierte er vier Erstligaspiele.
Seit dem 1. Januar 2021 ist Danish Uwais vertrags- und vereinslos.